# Bem de Interesse Cultural (Espanha)
Bem de Interesse Cultural (em língua espanhola, "Bien de Interés Cultural"), também referido apenas pela sigla BIC, é uma figura jurídica espanhola de proteção do património histórico, tanto móvel quanto imóvel.

## Antecedentes
Como antecedentes de legislação de proteção cultural, na Espanha, relacionam-seː
- Real Cédula de 1803 - Ainda que precário, foi o primeiro diploma a referir a conservação dos Bens. O uso da expressão "património" como sinónimo ainda não era generalizado.
- A chamada "Lei das Escavações Arqueológicas" (1911) - Embora não dirigida específicamente ao património, foi promulgada na sequência da polémica venda da chamada "Dama de Elche" ao Museu do Louvre (1897). Pretendeu-se com este diploma coibir-se este tipo de prática, favorecendo a intervenção do Estado com direito de preempção.
- Lei de 1915 - Promulgada para proteger Monumentos Histórico-Artísticos.
- Decreto-Lei de 1926 - Diploma que determina a catalogação como medida de proteção obrigando a proprietários a proteger e cuidar dos seus Bens.
- Lei de Proteção do Tesouro Artístico Nacional (1933) - Promulgada pela II República Espanhola, e que vigorou até à nova Lei sobre Património de 1985.

## Conceito e legislação
A declaração legal denominada de "Bem de Interesse Cultural" (BIC) é uma figura de proteção regulada pela Lei 16/1985, de 25 de junho, do Patrimônio Histórico Espanhol. 
Posteriormente esta figura foi progressivamente assumida pela legislação das comunidades autónomas, entidades que participam na promoção de expedientes e estudos, sob a supervisão do Ministério de Cultura para a declaração definitiva. Em algumas comunidades a designação varia (como por exemplo, "Bem Cultural de Interesse Nacional" na Catalunha, ou "Bem Cultural Qualificado" no País Basco), mas o processo de declaração é o mesmo. Em Andaluzia, o património histórico e a declaração de BIC são regidos pela Lei 14/2007 de 26 de novembro.

## Definição Legal
Segundo definido pelo próprio texto da Lei, um BIC é qualquer imóvel ou objeto móvel de interesse artístico, histórico, paleontológico, arqueológico, etnográfico, técnico ou científico, assim declarado pela administração competente. Também pode ser declarado como BIC, o patrimônio documental e bibliográfico, os sítios arqueológicos, bem como os sítios naturais, parques e jardins, que possuam valor artístico, histórico ou antropológico.

## Categorias
A Lei prevê as seguintes categorias para a declaração de um Bem de Interesse Cultural:

### Monumentos
São aqueles bens imóveis que constituem realizações arquitetônicas ou de engenharia, ou obras de escultura colossal, contanto que tenham interesse histórico, artístico, científico ou social.
Assim, por exemplo, foram declarados BIC, na categoria "Monumentos", as catedrais de Burgos e a de Leão.

### Jardim Histórico
É um espaço delimitado, produto da ordenação, pelo Homem, de elementos naturais, por vezes complementado com estruturas fabricadas, e considerado de interesse pela sua origem ou passado histórico, ou pelos seus valores estéticos, sensoriais ou botânicos.
Foram declarados BIC, na categoria "Jardins Históricos", por exemplo, os Jardins de Aranjuez.

### Conjunto Histórico
É um agrupamento de imóveis que formam uma unidade de assentamento, contínua ou dispersa, condicionada por uma estrutura física representativa da evolução de uma comunidade humana por ser testemunho da sua cultura, ou por constituir um valor de uso e desfrute para a coletividade. Assim mesmo é Conjunto Histórico qualquer núcleo individualizado de imóveis compreendidos numa unidade superior populacional que reúna essas mesmas características e possa ser claramente delimitado.
Foram, por exemplo, declarados BIC na categoria "Conjuntos Históricos", a povoação de Buitrago del Lozoya (Madrid), a cidade de Granada, a Zona Antiga ("Casco Viejo") de Cáceres ou a cidade de Leão.

### Sítio Histórico
É um lugar ou paisagem natural, vinculado a acontecimentos ou lembranças do passado, a tradições populares, a criações culturais ou da natureza, e a obras do Homem, que possuem valor histórico, etnológico, paleontológico ou antropológico.
Foram declarados como BIC, na categoria "Sítio Histórico", entre outros, o Sítio Histórico da Alpujarra ou o Sítio Histórico das Minas de Riotinto, este último em Huelva.

### Zona Arqueológica
É um lugar ou paisagem natural onde existam bens móveis ou imóveis susceptíveis de ser estudados com metodologia arqueológica, quer tenham sido ou não extraídos, quer se encontrem na superfície, quer no subsolo ou sob as águas territoriais espanholas.
São assim, declarados como BIC, na categoria "Zonas Arqueológicas", a Caverna de Altamira ou os restos da cidade de Itálica, em Sevilha.